# 反斗馬騮
《反斗马骝》又名《黑衣部隊：手足情深》是一部由曾志伟执导，刘德华、梁朝伟、袁洁莹、徐少强和陈勋奇主演的港台動作電影，講述台灣警方從各軍事單位抽調菁英组建特種部隊（特遣隊）打擊購買國外軍火的臺灣黑幫的故事。1993年4月在香港上映。

## 剧情
根据情報局有效情報指出，将有大批军火经由台湾黑幫李恩泽率领的犯罪集团流入臺灣境內。为了铲除该团伙，臺灣軍方集合軍隊海陸空力量组建一支小型的身怀绝技的特种部队，海龍蛙兵上校吴大君担任队长，周俊杰、刘家伦等身手好的战士被挑选加入特种部队里。周俊杰还被暗中派往李恩泽处当卧底以搜集证据，他先与李恩泽的妹妹李慧娟亲近发生感情。其后李恩泽的手下找到李慧娟，双方打斗时李恩泽见俊杰身手好就收为己用。最终军火集团基地被特种部队攻陷，李恩泽诈死逃生。

## 角色
| 演員   | 角色       | 粵語配音 | 介紹                                                             |
| 刘德华 | 周俊杰     | 朱子聰   | 特遣隊隊員；原臺灣空軍F104星式戰鬥機駕駛員                       |
| 梁朝伟 | 劉家倫     | 梁朝伟   | 特遣隊隊員；原臺灣陸軍                                           |
| 袁洁莹 | 李慧娟     |          | 李恩澤胞妹                                                       |
| 徐少强 | 吴大君上校 | 陳欣     | 特遣隊隊長兼教官；原陸軍101特遣隊-海龍蛙兵教官                   |
| 林國斌 | 梁偉民     |          | 特遣隊隊員；陸軍裝甲兵                                           |
| 李志希 | 李國文     | 陳永信   | 特遣隊隊員；陸軍裝甲兵                                           |
| 徐承義 | 施漢       |          | 特遣隊隊員；海軍艦艇兵                                           |
| 陈勋奇 | 李恩泽     | 張炳強   | 臺灣黑幫組織大哥                                                 |
| 苗侨伟 | 阿趙       | 苗侨伟   | 李恩澤副手，允文，後背叛李想取代李竄升大哥                       |
| 成奎安 |            | 陳永信   | 李恩澤副手，允武，後發現阿趙為背叛大哥者，主動為李恩澤擋子彈而亡 |